# Ramon Boixadós i Malé
Ramon Boixadós i Malé (Figueres, 31 de desembre de 1927 - 12 d'agost de 2017) fou un enginyer industrial i directiu d'empreses. Va contribuir a les Olimpíades de Barcelona i des del 1991 va ser president de la Fundació Gala-Salvador Dalí. El 2017 se li va concedir la Creu de Sant Jordi.
Va ser president de Renfe entre 1983 i 1985, així com d'Ibermutuamur, d'Exel (Iberia) Grupo i de Cálculo y Tratamiento de la Información SA. També va ser coordinador general de les obres olímpiques de Barcelona de 1989 a 1992, conseller delegat de la Vila Olímpica, conseller en el patronat del Museu Olímpic de Lausanne, Hewlett Packard Iberia, Madrid Palace Hotel, Hotel Ritz Madrid i Fecsa, entre d'altres càrrecs.